# Епархия Нджомбе
Епархия Нджомбе (лат. Dioecesis Niombena) — епархия Римско-Католической церкви с центром в городе Нджомбе, Танзания. Епархия Нджомбе входит в митрополию Сонгеа.

## История
16 февраля 1968 года Святой Престол учредил епархию Нджомбе, выделив её из епархии Иринги и территориального аббатства Перамихо (сегодня — Архиепархия Сонгеа). Первоначально епархия Мбинги являлась суффраганной по отношению к архиепархии Дар-эс-Салама.
18 ноября 1987 года епархия Мбинги вошла в состав церковной провинции Сонгеа.

## Ординарии епархии
- епископ Raymond Mwanyika (1971 — 2002);
- епископ Alfred Leonhard Maluma (2002 — 2021).